# Phacelia purshii
Phacelia purshii är en strävbladig växtart som beskrevs av Samuel Botsford Buckley. Phacelia purshii ingår i Faceliasläktet som ingår i familjen strävbladiga växter. Inga underarter finns listade i Catalogue of Life.

## Bildgalleri

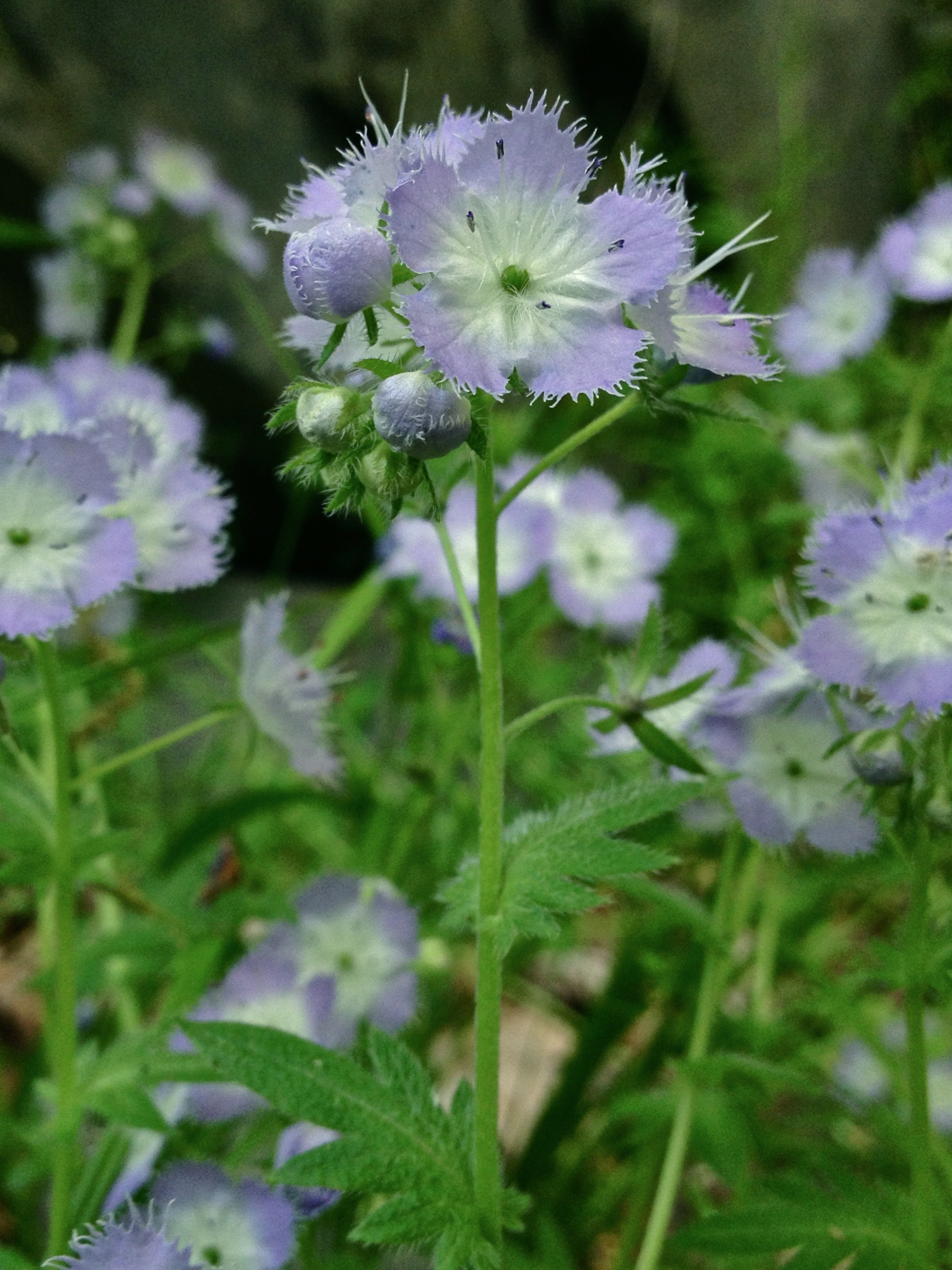